# ウィリー・ハインツ
ウィリー・ハインツ（Willi Heinz、1986年11月24日 - ）は、スーパーラグビー・パシフィッククルセイダーズに所属するラグビーユニオン選手。

## プロフィール
- ニュージーランド・クライストチャーチ出身。
- ポジションはスクラムハーフ(SH)。
- 身長 181cm、体重 89kg
- イングランド代表キャップは13（2020年3月現在）でワールドカップ2019のイングランド代表に選ばれた[1]。

## 略歴
カンタベリー、クルセイダーズを経て、2015年、グロスター・ラグビーに加入。 
2017年、グロスター・ラグビーの主将に就任。
2021年、ウスター・ウォリアーズに加入。
2022年、クルセイダーズに復帰。